# Hollie Davidson
Pour les articles homonymes, voir Davidson.
Hollie Davidson, née le 19 septembre 1992 à Aboyne, est une arbitre de rugby à XV et ancienne joueuse professionnelle de rugby écossaise. Elle arbitre en novembre 2022 la finale de la coupe du monde féminine de rugby à XV et en juillet 2025 la finale de rugby masculine européenne.

## Carrière

### Enfance et formation comme joueuse
Hollie Davidson commence à jouer au rugby à l'âge de 14 ans et devient la demi de mêlée des Murrayfield Wanderers (en).
Elle est diplômée d'histoire économique à l'université d’Édimbourg.
Elle joue pour l'équipe d'Ecosse des moins de 20 ans de 2010 à 2012, mais quelques jours avant sa première sélection senior, elle est victime d'une blessure à l'épaule qui met fin prématurément à sa carrière.

### Arbitre
Après avoir suivi des cours d'arbitrage à partir de 2015, elle devient la première arbitre professionnelle écossaise à plein temps en 2017.
À partir de 2017, elle arbitre des matches internationaux de coupe du monde féminine de rugby à 7, puis dans le Tournoi des Six Nations féminin 2019
En janvier 2021, elle arbitre un match masculin pour la première fois,,. 
En 2022, elle est sélectionnée pour la coupe du monde féminine de rugby à XV, arbitrant plusieurs matchs dont la finale entre l'Angleterre et la Nouvelle-Zélande.
Le 20 juillet 2024, Hollie Davidson arbitre un match test entre l'Afrique du Sud et le Portugal à Bloemfontein, devenant ainsi la première femme à arbitrer un match des Springboks.
Le 23 mai 2025, elle devient la première femme à arbitrer une finale masculine européenne, lors du match entre Bath et le LOU en Challenge Cup.
Le 5 juillet 2025, à Pretoria, elle arbitre le match Afrique du Sud-Italie lors d'un test match.